# Udinese Calcio
L'Udinese Calcio és un club de futbol de la ciutat d'Udine (Itàlia).

## Història
El club fou fundat l'any 1896 com a part de la Società Udinese di Ginnastica e Scherma i en el seu primer any guanyà el campionat de la FGNI (federació de gimnàstica). Una escissió del 1926 formà la AC Udinese, que el 1978 adoptà l'actual nom. El club disputà lligues regionals fins a l'any 1929 en què ingressà a la Sèrie B. Descendí ràpidament i no tornà a la segona categoria fins a l'any 1939. El primer ascens a la Sèrie A l'obtingué l'any 1950. Durant els anys seixanta i setanta l'Udinese combinà la Sèrie B i la Sèrie C, i no fou fins a l'any 1979 que aconseguí un nou ascens a la primera divisió italiana. Des d'aleshores el club és un habitual de la Sèrie A, amb diverses actuacions a segona. Juga els seus partits a l'Estadi Friuli i no té cap gran campionat, però sí diversos de menor importància, com a Copa Mitropa o la Copa Intertoto.

## Palmarès
- Sèrie B de la lliga italiana: 2 (1955-56, 1978-79)
- Sèrie C de la lliga italiana: 3 (1929-30, 1948-49, 1977-78)
- Copa Mitropa: 1 (1980)
- Copa Intertoto: 1 (2000)
- Copa Anglo-Italiana: 1 (1978)

## Jugadors

### Plantilla 2025-26
A 8 agost 2025
| N. | Pos. | Nac. | Jugador              |
| -- | ---- | --- | -------------------- |
| 1  | POR  | [[Fitxer:Flag of Italy.svg\|23x15px\|border \|alt=Itàlia\|link=Selecció de futbol d'Itàlia\|{{#if:\|]]                            | Alessandro Nunziante |
| 4  | MIG  | [[Fitxer:Flag of Slovenia.svg\|23x15px\|border \|alt=Eslovènia\|link=Selecció de futbol d'Eslovènia\|{{#if:\|]]                   | Sandi Lovrić         |
| 5  | MIG  | [[Fitxer:Flag of Argentina.svg\|23x15px\|border \|alt=Argentina\|link=Selecció de futbol de l'Argentina\|{{#if:\|]]               | Martín Payero        |
| 6  | MIG  | [[Fitxer:Flag of the Basque Country.svg\|23x15px\|border \|alt=País Basc\|link=Selecció de futbol del País Basc\|{{#if:\|]]       | Oier Zarraga         |
| 7  | DAV  | [[Fitxer:Flag of Chile.svg\|23x15px\|border \|alt=Xile\|link=Selecció de futbol de Xile\|{{#if:\|]]                               | Alexis Sánchez       |
| 8  | MIG  | [[Fitxer:Flag of Sweden.svg\|23x15px\|border \|alt=Suècia\|link=Selecció de futbol de Suècia\|{{#if:\|]]                          | Jesper Karlström     |
| 9  | DAV  | [[Fitxer:Flag of England.svg\|23x15px\|border \|alt=Anglaterra\|link=Selecció de futbol d'Anglaterra\|{{#if:\|]]                  | Keinan Davis         |
| 11 | DEF  | [[Fitxer:Flag of Côte d'Ivoire.svg\|23x15px\|border \|alt=Costa d'Ivori\|link=Selecció de futbol de la Costa d'Ivori\|{{#if:\|]]  | Hassane Kamara       |
| 13 | DEF  | [[Fitxer:Flag of Italy.svg\|23x15px\|border \|alt=Itàlia\|link=Selecció de futbol d'Itàlia\|{{#if:\|]]                            | Nicolò Bertola       |
| 14 | MIG  | [[Fitxer:Flag of France (1794–1815, 1830–1974).svg\|23x15px\|border \|alt=França\|link=Selecció de futbol de França\|{{#if:\|]]   | Arthur Atta          |
| 15 | DAV  | [[Fitxer:Flag of Côte d'Ivoire.svg\|23x15px\|border \|alt=Costa d'Ivori\|link=Selecció de futbol de la Costa d'Ivori\|{{#if:\|]]  | Vakoun Bayo          |
| 16 | DEF  | [[Fitxer:Flag of Germany.svg\|23x15px\|border \|alt=Alemanya\|link=Selecció de futbol d'Alemanya\|{{#if:\|]]                      | Matteo Palma         |
| 17 | DAV  | [[Fitxer:Flag of Catalonia.svg\|23x15px\|border \|alt=Catalunya\|link=Selecció de futbol de Catalunya\|{{#if:\|]]                 | Iker Bravo           |
| 18 | DEF  | [[Fitxer:Flag of Argentina.svg\|23x15px\|border \|alt=Argentina\|link=Selecció de futbol de l'Argentina\|{{#if:\|]]               | Lautaro Giannetti    |
| 19 | DEF  | [[Fitxer:Flag of the Netherlands.svg\|23x15px\|border \|alt=Països Baixos\|link=Selecció de futbol dels Països Baixos\|{{#if:\|]] | Kingsley Ehizibue    |
| 20 | MIG  | [[Fitxer:Flag of Italy.svg\|23x15px\|border \|alt=Itàlia\|link=Selecció de futbol d'Itàlia\|{{#if:\|]]                            | Simone Pafundi       |
| 21 | MIG  | [[Fitxer:Flag of Italy.svg\|23x15px\|border \|alt=Itàlia\|link=Selecció de futbol d'Itàlia\|{{#if:\|]]                            | Marco Ballarini      |

| N. | Pos. | Nac. | Jugador            |
| -- | ---- | --- | ------------------ |
| 22 | DAV  | [[Fitxer:Flag of Brazil.svg\|23x15px\|border \|alt=Brasil\|link=Selecció de futbol del Brasil\|{{#if:\|]]                         | Brenner            |
| 23 | DEF  | [[Fitxer:Flag of Denmark.svg\|23x15px\|border \|alt=Dinamarca\|link=Selecció de futbol de Dinamarca\|{{#if:\|]]                   | Thomas Kristensen  |
| 24 | MIG  | [[Fitxer:Flag of Poland.svg\|23x15px\|border \|alt=Polònia\|link=Selecció de futbol de Polònia\|{{#if:\|]]                        | Jakub Piotrowski   |
| 27 | DEF  | [[Fitxer:Flag of Belgium (civil).svg\|23x15px\|border \|alt=Bèlgica\|link=Selecció de futbol de Bèlgica\|{{#if:\|]]               | Christian Kabasele |
| 28 | DEF  | [[Fitxer:Flag of France (1794–1815, 1830–1974).svg\|23x15px\|border \|alt=França\|link=Selecció de futbol de França\|{{#if:\|]]   | Oumar Solet        |
| 29 | MIG  | [[Fitxer:Flag of France (1794–1815, 1830–1974).svg\|23x15px\|border \|alt=França\|link=Selecció de futbol de França\|{{#if:\|]]   | Abdoulaye Camara   |
| 32 | MIG  | [[Fitxer:Flag of the Netherlands.svg\|23x15px\|border \|alt=Països Baixos\|link=Selecció de futbol dels Països Baixos\|{{#if:\|]] | Jurgen Ekkelenkamp |
| 33 | DEF  | [[Fitxer:Flag of Zimbabwe.svg\|23x15px\|border \|alt=Zimbàbue\|link=Selecció de futbol de Zimbàbue\|{{#if:\|]]                    | Jordan Zemura      |
| 40 | POR  | [[Fitxer:Flag of Nigeria.svg\|23x15px\|border \|alt=Nigèria\|link=Selecció de futbol de Nigèria\|{{#if:\|]]                       | Maduka Okoye       |
| 55 | DEF  | [[Fitxer:Flag of Italy.svg\|23x15px\|border \|alt=Itàlia\|link=Selecció de futbol d'Itàlia\|{{#if:\|]]                            | Cristiano De Paoli |
| 77 | DEF  | [[Fitxer:Flag of Angola.svg\|23x15px\|border \|alt=Angola\|link=Selecció de futbol d'Angola\|{{#if:\|]]                           | Rui Modesto        |
| 79 | MIG  | [[Fitxer:Flag of Slovenia.svg\|23x15px\|border \|alt=Eslovènia\|link=Selecció de futbol d'Eslovènia\|{{#if:\|]]                   | David Pejičić      |
| 90 | POR  | [[Fitxer:Flag of Romania.svg\|23x15px\|border \|alt=Romania\|link=Selecció de futbol de Romania\|{{#if:\|]]                       | Răzvan Sava        |
| 93 | POR  | [[Fitxer:Flag of Italy.svg\|23x15px\|border \|alt=Itàlia\|link=Selecció de futbol d'Itàlia\|{{#if:\|]]                            | Daniele Padelli    |
| 99 | DAV  | [[Fitxer:Flag of Chile.svg\|23x15px\|border \|alt=Xile\|link=Selecció de futbol de Xile\|{{#if:\|]]                               | Damián Pizarro     |
| —  | DEF  | [[Fitxer:Flag of Georgia.svg\|23x15px\|border \|alt=Geòrgia\|link=Selecció de futbol de Geòrgia\|{{#if:\|]]                       | Saba Goglichidze   |
| —  | DAV  | [[Fitxer:Flag of Belgium (civil).svg\|23x15px\|border \|alt=Bèlgica\|link=Selecció de futbol de Bèlgica\|{{#if:\|]]               | Sekou Diawara      |

### Cedits a altres equips
A 24 juliol 2025
| N. | Pos. | Nac. | Jugador                                                   |
| -- | ---- | --- | --------------------------------------------------------- |
| —  | POR  | [[Fitxer:Flag of Italy.svg\|23x15px\|border \|alt=Itàlia\|link=Selecció de futbol d'Itàlia\|{{#if:\|]]                     | Edoardo Piana (al Monopoli fins al 30 de juny de 2026)    |
| —  | DEF  | [[Fitxer:Flag of Ireland.svg\|23x15px\|border \|alt=Irlanda\|link=Selecció de futbol de la República d'Irlanda\|{{#if:\|]] | James Abankwah (al Watford FC fins al 30 de juny de 2026) |
| —  | DEF  | [[Fitxer:Flag of Portugal.svg\|23x15px\|border \|alt=Portugal\|link=Selecció de futbol de Portugal\|{{#if:\|]]             | Leonardo Buta (a la SD Eibar fins al 30 de juny de 2026)  |
| —  | DEF  | [[Fitxer:Flag of Cameroon.svg\|23x15px\|border \|alt=Camerun\|link=Selecció de futbol del Camerun\|{{#if:\|]]              | Enzo Ebosse (al Hellas Verona fins al 30 de juny de 2026) |

| N. | Pos. | Nac. | Jugador                                                      |
| -- | ---- | --- | ------------------------------------------------------------ |
| —  | DEF  | [[Fitxer:Flag of Portugal.svg\|23x15px\|border \|alt=Portugal\|link=Selecció de futbol de Portugal\|{{#if:\|]]  | Gonçalo Esteves (al FC Alverca fins al 30 de juny de 2026)   |
| —  | DAV  | [[Fitxer:Flag of Denmark.svg\|23x15px\|border \|alt=Dinamarca\|link=Selecció de futbol de Dinamarca\|{{#if:\|]] | Luca Kjerrumgaard (al Watford FC fins al 30 de juny de 2026) |
| —  | DAV  | [[Fitxer:Flag of Italy.svg\|23x15px\|border \|alt=Itàlia\|link=Selecció de futbol d'Itàlia\|{{#if:\|]]          | Lorenzo Lucca (al SSC Napoli fins al 30 de juny de 2026)     |

## Jugadors històrics destacats
- Amoroso
- Stephen Appiah
- Abel Balbo
- Oliver Bierhoff
- David Di Michele
- Stefano Fiore
- Giuliano Giannichedda
- Thomas Helveg
- Marek Jankulovski
- David Pizarro
- Al-Saadi Qadhafi
- Roberto Nestor Sensini
- Johan Walem
- Zico
- Siqueira